# Кирицешти (Ведеа)
Кирицешти (рум. Chirițești) насеље је у Румунији у округу Арђеш у општини Ведеа. Oпштина се налази на надморској висини од 317 m.

## Становништво
Према подацима из 2002. године у насељу је живело 199 становника, од којих су сви румунске националности.